# Епархия Райгарха
Епархия Райгарха (лат. Dioecesis Raigarhensis) — епархия Римско-Католической церкви c центром в городе Райгарх, Индия. Епархия Райгарха входит в митрополию Райпура. Кафедральным собором епархии Райгарх является церковь Пресвятой Девы Марии Розария.

## История
13 декабря 1951 года Римский папа Пий XII выпустил буллу Laetissimo sane, которой учредил епархию Райгарха-Амбикапура, выделив её из епархий Нагпура и Ранчи. В этот же день епархия вошла в митрополию Нагпура.
13 сентября 1963 года епархия Райгарха-Амбикапура вошла в митрополию Бхопала.
10 ноября 1977 года Римский папа Павел VI издал буллу Votis concedere, которой разделил епархию Райгарха-Амбикапура на две епархии.
27 февраля 2004 года епархия Райгарха вошла в митрополию Райпура.
23 марта 2006 года епархия Райгарха передала часть своей территории для возведения новой епархии Джашпура.

## Ординарии епархии
- епископ Оскар Сервин (13.12.1951 — 8.11.1957);
- епископ Станислаус Тигга (24.12.1957 — 9.07.1970);
- епископ Френсис Экка (24.04.1971 — 15.03.1984);
- епископ Виктор Киндо (25.11.1985 — 23.03.2006) — назначен епископом Джашпура;
- епископ Пауль Топпо (23.03.2006 — по настоящее время).

## Источник
- Annuario Pontificio, Ватикан, 2007
- Булла Laetissimo sane, AAS 44 (1952), стр. 393  (лат.)
- Булла Votis concedere, AAS 70 (1978), стр. 82  (лат.)